# Katedralskolan, Lund

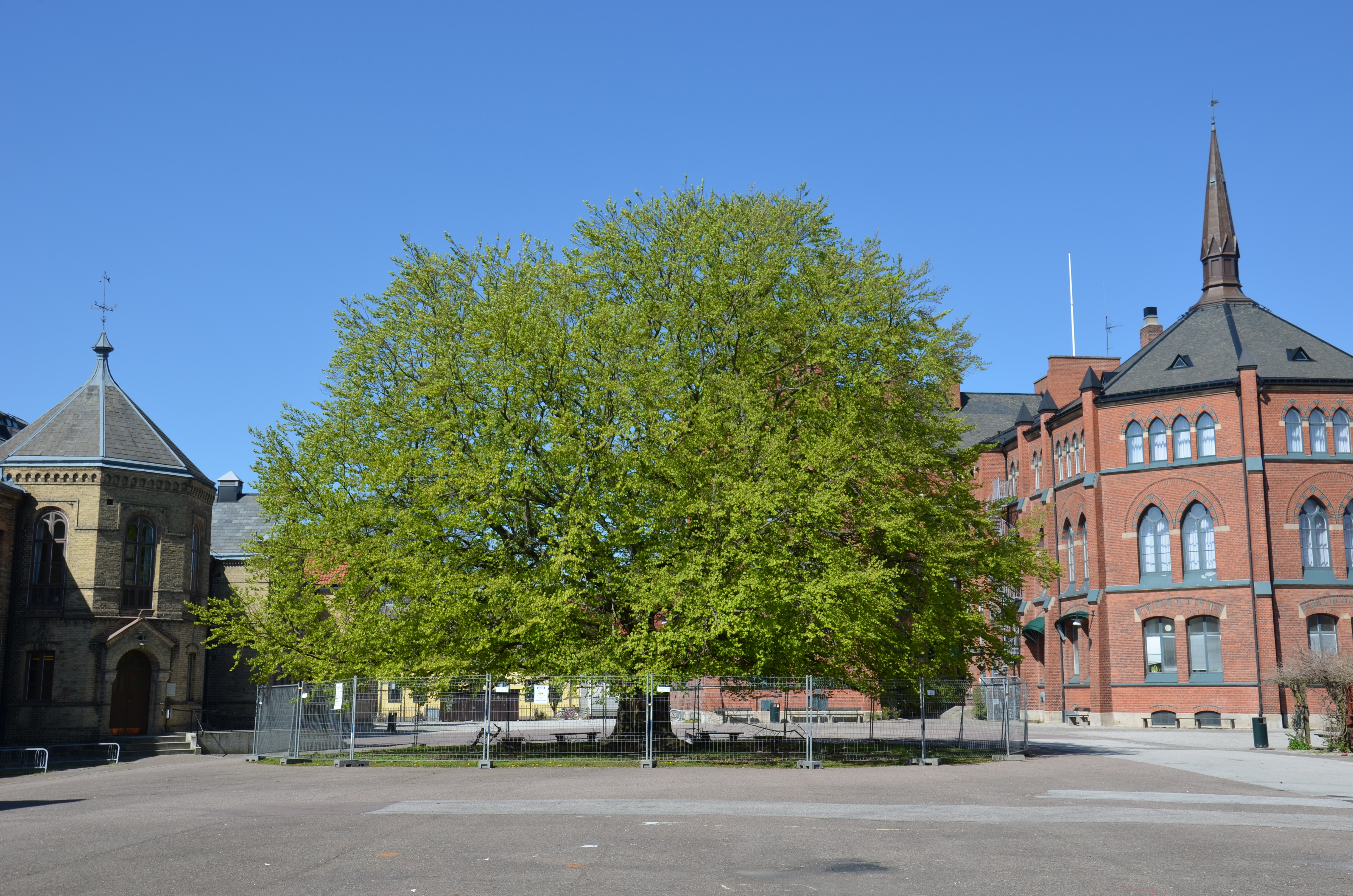
Det gamla vårdträdet på skolgården den 1 maj 2012. Boken planterade 1857 vid ungefär 20 års ålder och fälldes den 4 juni 2012 på grund av sjukdom. En ny bok, 40 år gammal och uppodlad i Tyskland, planterades på skolgården i december 2019.

Katedralskolan (i dagligt tal kallad "Katte") är en kommunal gymnasieskola i Lund med enbart högskoleförberedande program. Från 2002 är Katedralskolan en auktoriserad IB-skola med rätt att utexaminera elever på IB Diploma Programme.

## Historik
En föregångare till skolan grundades år 1085 efter en donation från Knut den helige och den är därmed Nordens äldsta läroanstalt. År 1837 förvärvade domkapitlet, som var huvudman, den Viffertska gården från dess tidigare ägare Mauritz Clairfelt. Samma år flyttade Katedralskolan in på gården, som också är skolans nuvarande läge. Viffertska gården hade ansetts vara den förnämsta gården i Lund åtminstone sedan 1500-talet. Men eftersom gården nu skulle bli en skolbyggnad gjordes betydande förändringar på tomten de första 25 åren.
I anslutning till läroverksreformen 1849 ombildades skolan till ett (högre) elementarläroverk, från 1879 benämnt Katedralskolan, högre allmänna läroverket. År 1933, efter att i många hundra år enbart varit för gossar, tilläts även kvinnliga elever att delta i undervisningen på skolan. År 1966 kommunaliserades skolan och fick därefter enbart namnet Katedralskolan. Studentexamen gavs 1865–1968 och realexamen 1907–1961.

## Byggnader
Katedralskolans huvudområde består av fem byggnader: Karl XII-huset (byggt på 1500-talet och 1716–1718 den svenske kungens residens), Bruniushuset, Svanegatshuset, Hus Stig Andersson byggt på 80-talet och Huvudbyggnaden (uppförd 1896 och ritad av Alfred Hellerström). Från och med höstterminen 2016 disponerar Katedralskolan även Grindstugan, Räknehuset och Forskarpaviljongen i Stadsparken. Dessa används som undervisningslokaler och lärararbetsrum. Under läsåret 2019–2020 byggdes Stig Andersson-huset på med en extra våning som bl.a. inrymmer lärosalar, historieinstitution och specialpedagogisk verksamhet. Under vårterminen 2021 iordningställdes även tre salar på Staffans gränd, i f.d. Videokrubbans lokaler, för Katedralskolans räkning.

## Utbildning

### Program
Skolan har 2025 fyra program: Naturvetenskapsprogrammet, Samhällsvetenskapsprogrammet, International Baccalaureate - Diploma Programme och Ekonomiprogrammet. Skolan erbjuder också en särskild variant av Samhällsvetenskapsprogrammet i form av en spetsutbildning i Historia.
Under läsåret 2024–2025 är drygt 1500 elever inskrivna vid Katedralskolan. Sedan läsåret 2008–2009 har Katedralskolan enbart högskoleförberedande program. Då placerades Handels- och administrationsprogrammet på gymnasieskolan Vipan.

## Elevkåren och andra elevfackliga aktiviteter
På Katedralskolans finns elevkåren "Katedralskolans Fristående Elevkår". Trots att den inte är en del av skolsystemet, samarbetar den med skolledningen. Alla klasser utser också representanter till årskursråden, vilka programvis sammanträffar med respektive biträdande rektor ett par gånger per termin för att diskutera aktuella frågor.

## Kända elever
- Axel Adlercreutz, jurist, professor, avtalsrättsexpert
- Kattis Ahlström, journalist, tidigare generalsekreterare i Bris
- Sven Alfons, konstnär, lyriker, konstvetare
- Carl Gustaf Andrén, teolog, professor, universitetsrektor och universitetskansler
- Michael Bartosch, dirigent
- Anna-Lena Bergelin, författare, komiker och sångerska
- Arvid Carlsson, Nobelpristagare i medicin
- Sten Carlsson, historiker, professor
- David Eberhard, läkare, författare, debattör
- Vilhelm Ekelund, författare och översättare
- Carl Fehrman, litteraturhistoriker, professor, ledamot av Vitterhetsakademien
- Christian Fex, skådespelare
- Simon Gärdenfors, komiker och serietecknare
- Karl Gustav Hilding "KG" Hammar, teologie doktor, ärkebiskop emeritus
- Frank Heller (Gunnar Serner), författare
- Carl Fredrik Hill, konstnär
- Jonas Hafström, jurist, diplomat och ambassadör
- Axel Hallberg, politiker
- Ingvar Holm, litteraturvetare och professor i drama-teater-film
- Cilla Ingvar, revyartist
- Emil Jensen, artist, skådespelare och estradpoet
- Majken Johansson, poet
- Henrik Johnsson, programledare och tv-producent
- Dan Jönsson, kulturjournalist och kritiker
- Björn Kjellman, skådespelare och artist
- Bengt Liljegren, författare, musiker, lärare och handbollsspelare
- Yvonne Lombard, skådespelerska
- Jöran Mjöberg, professor i litteraturvetenskap
- Christer Nerfont, sångare och musikalartist
- Måns Nilsson, komiker och programledare
- Ernst Norlind, konstnär, författare, musiker, designer, med mera
- Martin Persson, filmproducent
- Gustaf Petrén, jurist, regeringsråd
- Agneta Pleijel, litteraturkritiker och författare
- Jerker Rosén, historiker, professor
- Max Salminen, OS-guldmedaljör i segling
- Gustav Sjölin, handbollsspelare
- Petra Stenkula, jurist och polischef
- Henrik Stenson, OS-silvermedaljör i golf
- Nils Stjernquist, professor i statsvetenskap, universitetsrektor
- Per Stjernquist, professor i rättssociologi, universitetsrektor
- Johannes Stjärne Nilsson, filmregissör
- Ola Svensson, artist
- Max von Sydow, skådespelare och regissör
- Ulf Turesson, musikpedagog och kompositör
- Erik Uddenberg, dramatiker
- Jonas Vlachos, professor i nationalekonomi
- Axel Wallengren (Falstaff Fakir), författare
- Ola Wikander, TD, författare och översättare
- Johan Wester, komiker
- Alice Teodorescu Måwe, Jur. kand., EU-parlamentariker

## Lärare
Katedralskolans drygt hundra lärare är alla behöriga. Femton har utsetts till förstelärare och skolan har även åtta lektorer (i biologi, franska, historia, kemi, matematik, naturvetenskaplig specialisering, spanska och svenska). Därutöver har skolan ytterligare nio lärare med forskarutbildning (i biologi, fysik, italienska, kemi och matematik). Kontakterna med universitet och näringsliv är täta, och skolans lärare ser också till att många elever bereds möjlighet till olika former av studieresor, att få lyssna på intressanta externa föreläsare eller besöka olika organisationer, företag och offentliga aktörer i vårt närområde.
- 2003 – fick lektor Bengt Nilson Kungliga Vitterhetsakademiens pris för berömvärd lärargärning inom skolväsendet
- 2006 – fick gymnasielärare (numera förstelärare) Magnus Helldén Kungliga Vetenskapsakademiens Ingvar Lindqvistpris för pedagogiska insatser
- 2010 – fick lektor Kristina Hallind Svenska Akademiens Svensklärarpris
- 2010 – fick gymnasielärare (numera lektor) Helena Hörvin Billsten Kungliga Vetenskapsakademiens Ingvar Lindqvistpris för pedagogiska insatser
- 2010 – fick gymnasielärare (numera förstelärare) Nomi Cohen Lärarförbundets lärarpris
- 2011 – fick lektor Annette Carlström Sydsvenska Handelskammarens lärarpris
- 2016 – fick lektor Hagar Hammam Kemisamfundets pedagogiska pris till Kemilärare ("Sveriges bästa kemilärare")[10]
- 2016 – fick gymnasielärare Karl Niklas Hult andra pris vid Lärargalan
- 2017 – fick gymnasielärare Marcus Karlsson utmärkelsen Årets historielärare
- 2019 – fick lektor Camilla Christensson Kungliga Vetenskapsakademiens Ingvar Lindqvistpris för pedagogiska insatser
- 2019 – fick förstelärare Daniel Sandin Svenska Akademiens Svensklärarpris
- 2023 – fick gymnasielärare Katarina Kvennberg  Kungliga Vitterhetsakademiens pris för berömvärd lärargärning inom skolväsendet

Flera av Katedralskolans lärare är också kända för andra insatser än sina pedagogiska gärningar. Ett exempel är Katedralskolans mångårige teckningslärare Sven Hemmel som kanske framförallt är känd för de ikoniska illustrationerna till Åke Holmbergs böcker om Ture Sventon.

## Studenttraditioner på Katte
Den årliga studentbalen på  Akademiska föreningen är startskottet till studentperioden. Balen arrangeras av skolans elever i balkommittén som arbetar hårt med att göra den till en riktigt sagobal med tjusiga kläder, god mat, högtidliga tal och dans  (dansträning hålls i veckorna innan).
Katedralskolans studenter går ut på onsdagen under Lunds studentvecka. Dagen före brukar en premieutdelning äga rum då elever får premium ur skolans många fonder. Den största fonden är Nils Almbergs stipendiefond, men även Claes Henrik Dohlmans donation 2021 ligger till grund för många premier. Fredagen efter studenten har Kattes elever avslutning för allra sista gången och får då också sina avgångsbetyg.
Till traditionen hör också att talet till studenterna på avslutningsdagen hålls av en tidigare elev vid Katedralskolan:
- 2024 - Calle Åström, professor i matematik (student 1986)
- 2023 - Helena Thorfinn, författare (student 1984)
- 2022 - Petra Stenkula, polismästare (student 1990)
- 2021 - Emma Sparr, professor i Kemi (student 1991)
- 2020 - inställt p.g.a. Covid 19-pandemin
- 2019 - Jonas Hafström, diplomat (student 1967)
- 2018 - Anna-Lena Bergelin, författare och skådespelare (student 1978)
- 2017 - Ola Wikander, språkforskare (student 2000)
- 2016 - David Eberhard, läkare och författare (student 1985)
- 2015 - Alice Teodorescu, jurist och politiker (student 2003)

## Katterevyn
Teaterföreningen Scenia grundades 1945. Initiativtagare var bland andra Max von Sydow, Lars-Erik Liedholm och Eric Östberg. Efter några periodvis intensiva år var föreningen mer eller mindre inaktiv till 1975, då föreningens 30-årsjubileum firades med uppsättandet av den första Katterevyn "Kattestrofen". Katterevyn är helt elevstyrd. Elever är ledare för de olika grupperna. Många kända artister har börjat sin bana i Scenia, till exempel utöver Max von Sydow även Yvonne Lombard och Cilla Ingvar på 1940-talet och i Katterevyerna bland andra Christian Fex, Anna-Lena Brundin, Björn Kjellman, Kattis Ahlström, Christer Nerfont, Johan Wester, Ola Svensson och Johannes Stjärne Nilsson. Katterevyn har under de senaste åren satt upp tre föreställningar per år på Lunds Stadsteater.

## Boken
Mitt på Katedralskolans skolgård stod en stor bok fram till 2012. Boken planterades 1857. När boken, på grund av sjukdom, fälldes den 4 juni 2012 anordnades en högtidlig "begravning" där några sista sorgesånger sjöngs och den anrika boken prisades med lovord. Med detta träd i fokus arrangerades varje vår efter lövsprickningen en festlighet som kallades Bokdansen. Denna har fortsatt även sedan trädet fällts. Boken och våren hyllas med tal, sång och dans. Den 11 december 2019 planteras det en ny bok för att ersätta den gamla. Trädet var då redan 40 år gammalt.

## Rektorer vid Katedralskolan
Samtliga rektorer från Oselius till Mjöberg redovisas i Elmo Lindholms historiska sammanställning.
- 16xx–1692 – Olaus Oselius
- 1692–1698 – Johannes Ottorphius
- 1698–1702 – Petter Ingelström
- 1702–1707 – Petrus Frenning
- 1707–1711 – Johan Gane
- 1711–1712 – Magnus Rydelius[14]
- 1712–1723 – Olof Tranaeus
- 1723–1724 – Magnus Chorin
- 1724–1733 – Georg Cronberg
- 1733–1755 – Reinhold Liebman
- 1756–1767 – Gustaf Sommelius[15] (orientalist, professor, senare universitetsbibliotekarie)
- 1768–1779 – Jacob Östman
- 1779–1793 – Paul Lundborg
- 1793–1803 – Nils Sinius
- 1803–1809 – Jöns Sommar
- 1810–1818 – Anders Benjamin Textorius
- 1818–1827 – Jöns Henrik Seldener [16]
- 1827–1832 – Carl Abraham Bergman
- 1832–1847 – Carl Gustaf Berling[17]
- 1847–1881 – Gustaf Magnus Sommelius[15]
- 1881–1886 – Anders Petersson (docent i arabiska)
- 1886–1906 – Carl Sprinchorn (docent i svensk historia)
- 1906–1918 – Hilding Andersson (docent i grekiska litteraturen)
- 1918–1942 – Josua Mjöberg (docent i stilistik)
- 1942–1968 – Birger Bjerre (docent i nordiska språk)
- 1968–1987 – Stig Andersson (lektor i kemi)[18]
- 1987–1995 – Erkki Hälinen
- 1995–1998 – Sten-Bertil Olsson (adjunkt i samhällskunskap och företagsekonomi)[19]
- 1998–2006 – Gunnel Grubb (adjunkt i svenska och engelska)
- 2006–2016 – Kennet Flennmark (adjunkt i engelska, tyska och latin)
- 2016-- Ingalill Fritzon (civilekonom och gymnasielärare i ekonomiska ämnen)[20]

## Fotogalleri

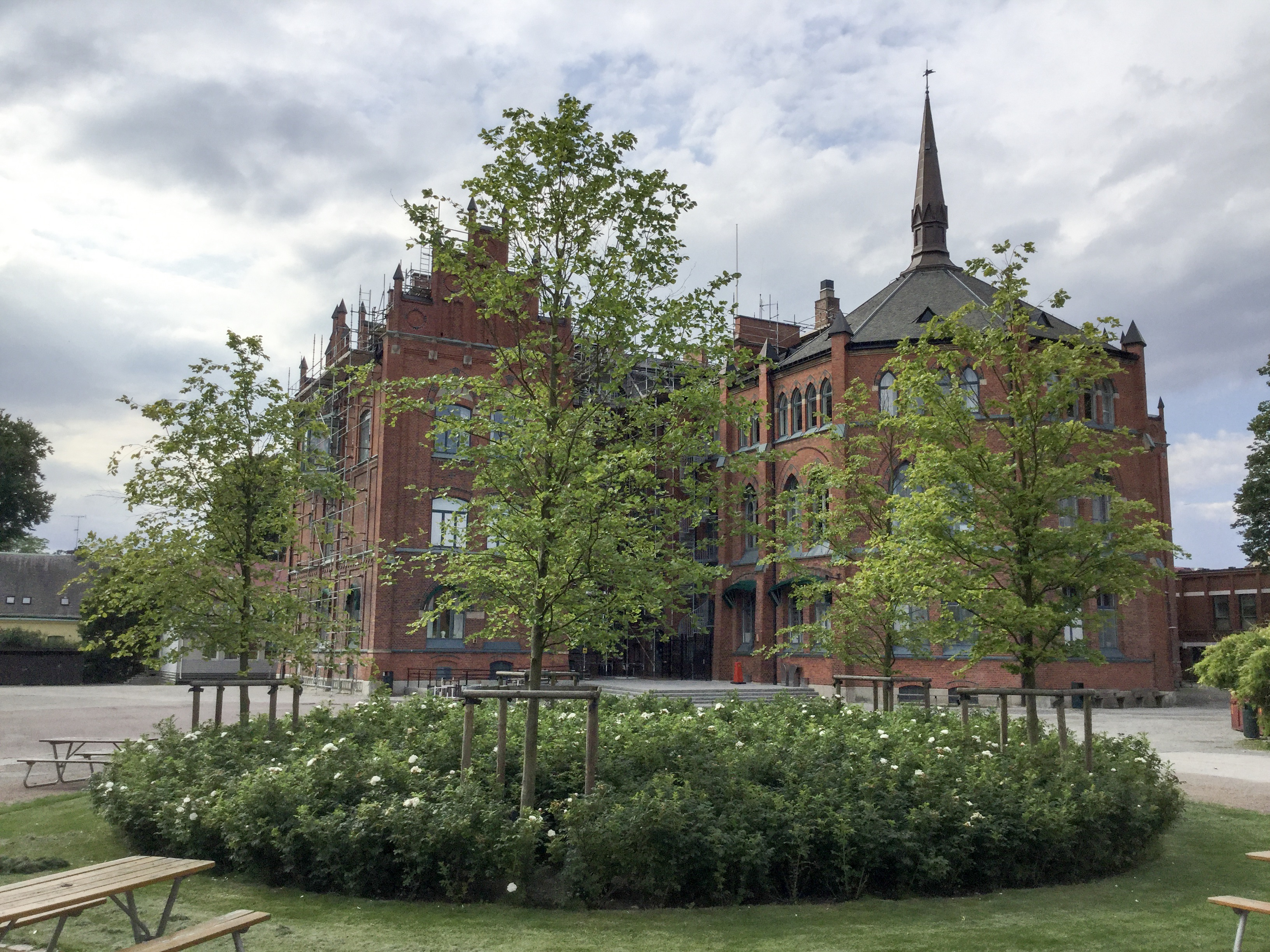
Skolgården med fem unga bokar, 2017
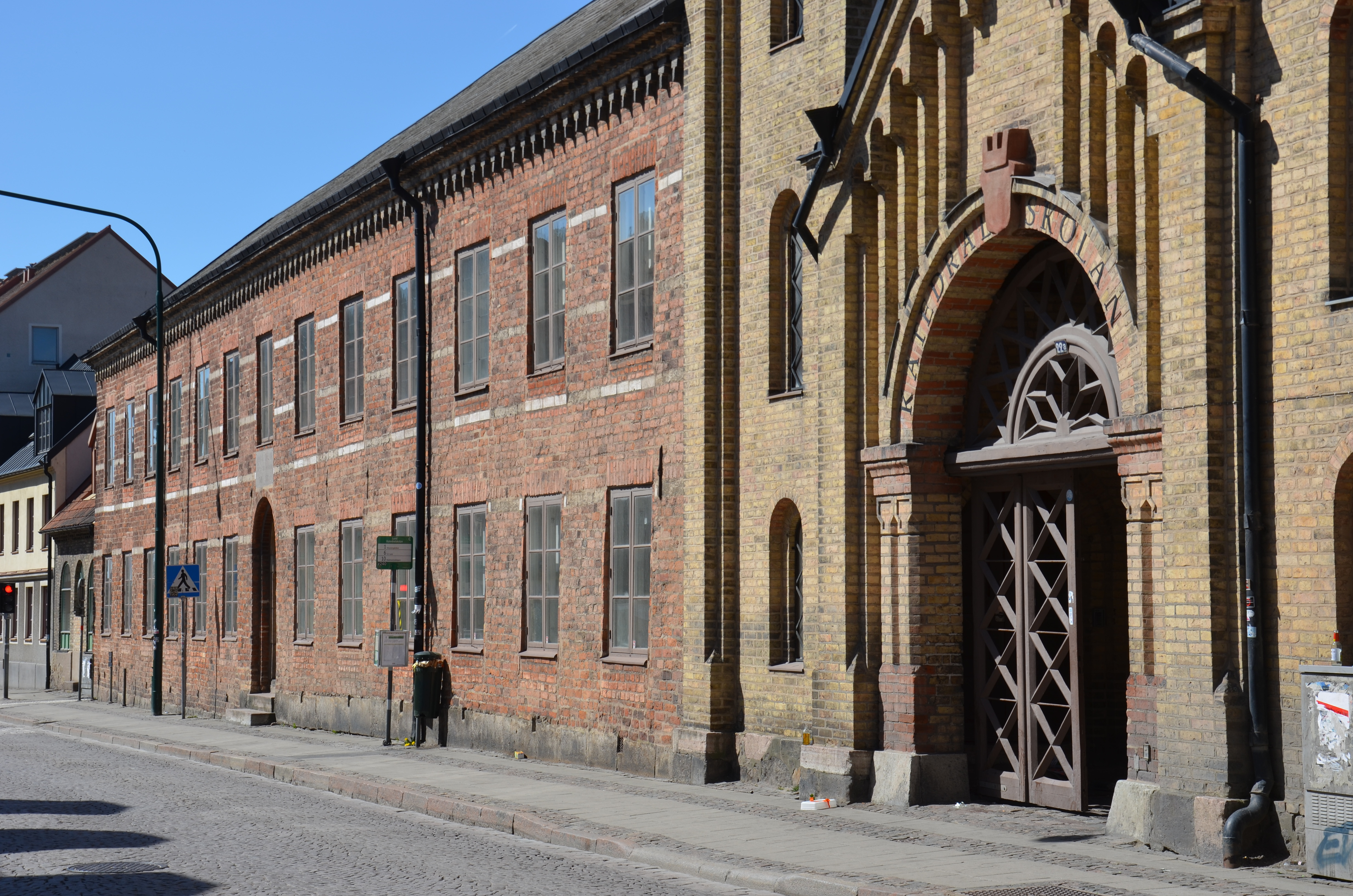
Stora Södergatan
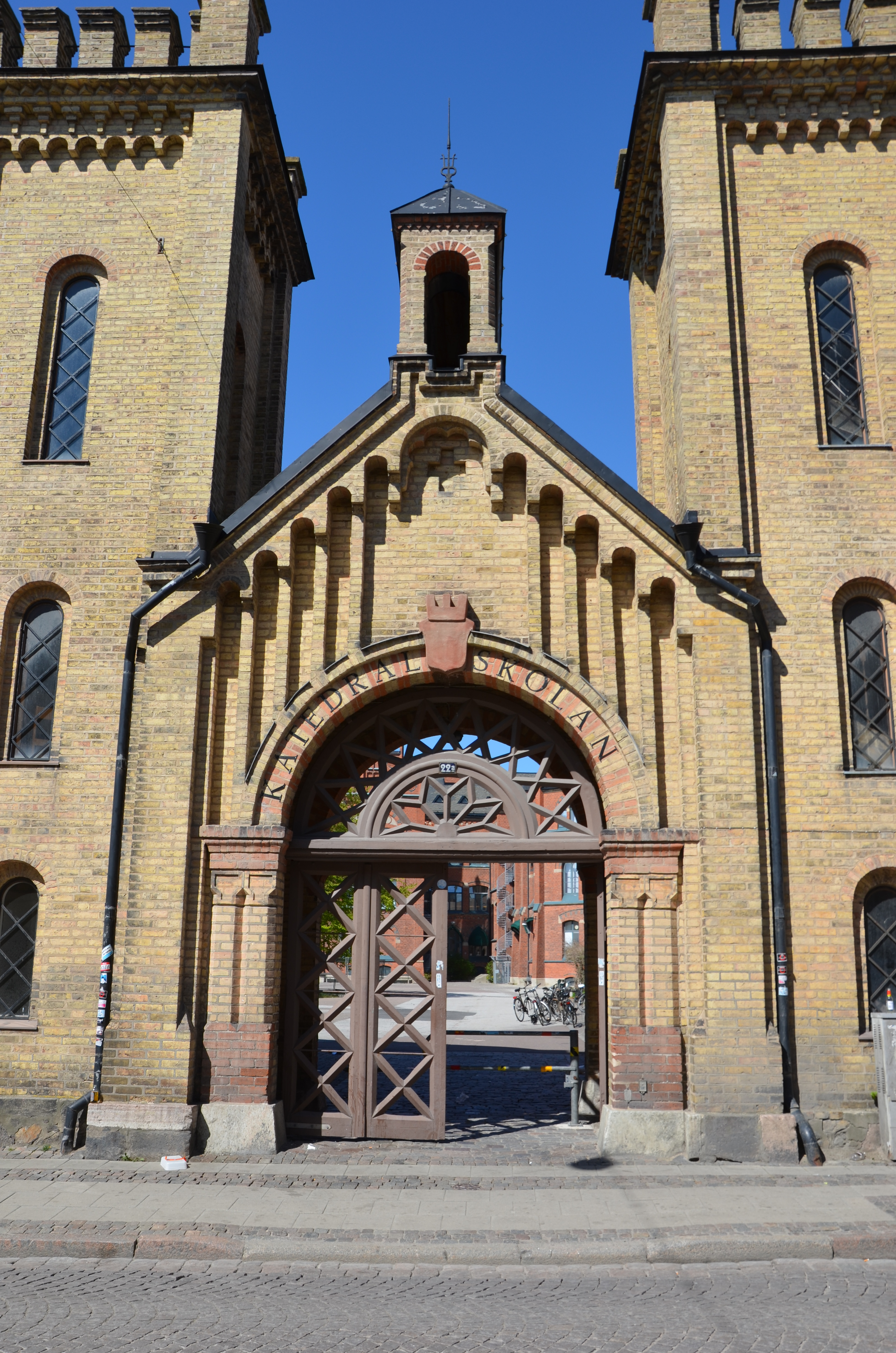
Ingången från Stora Södergatan
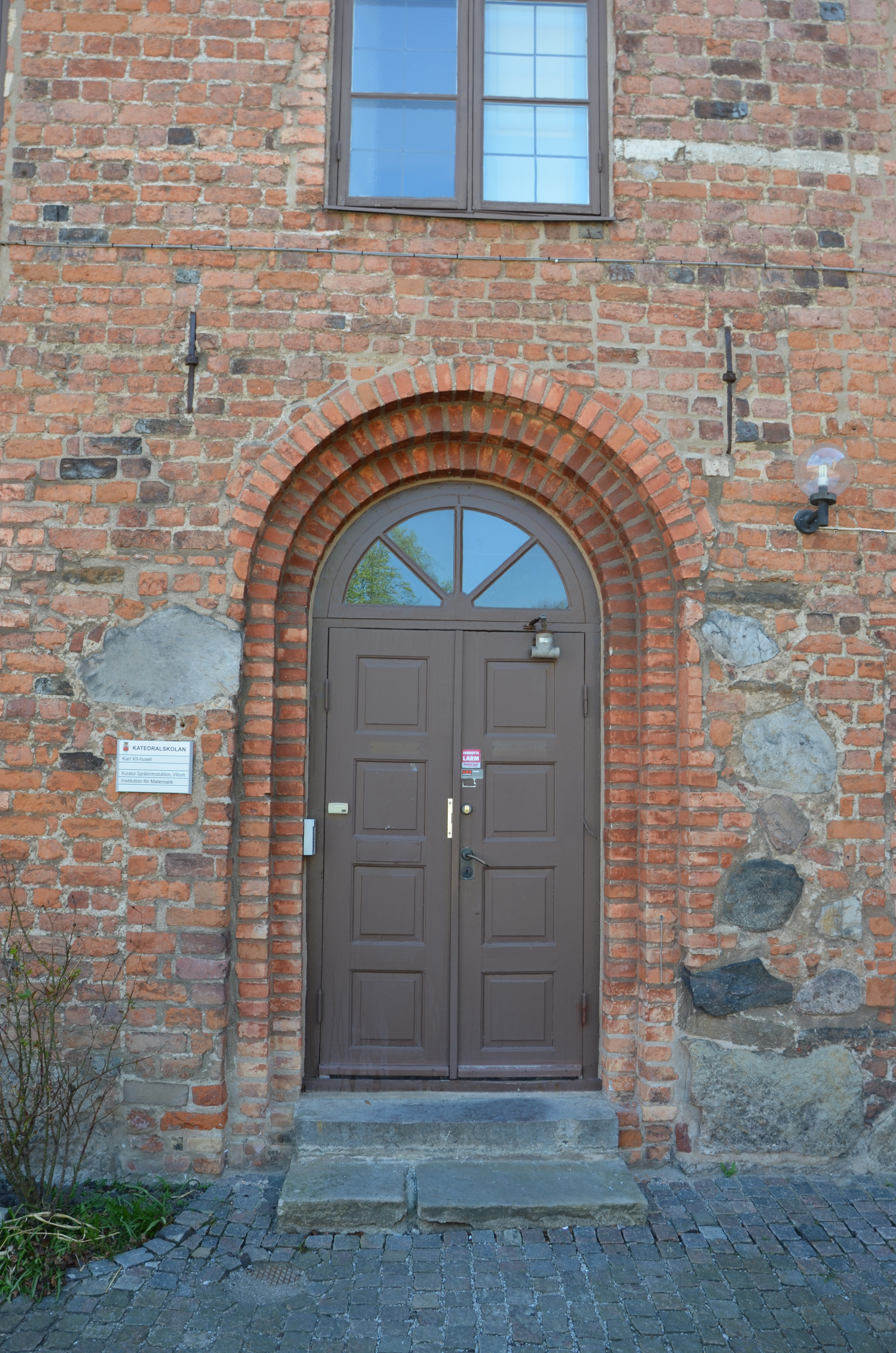
Dörr till Karl XII-huset
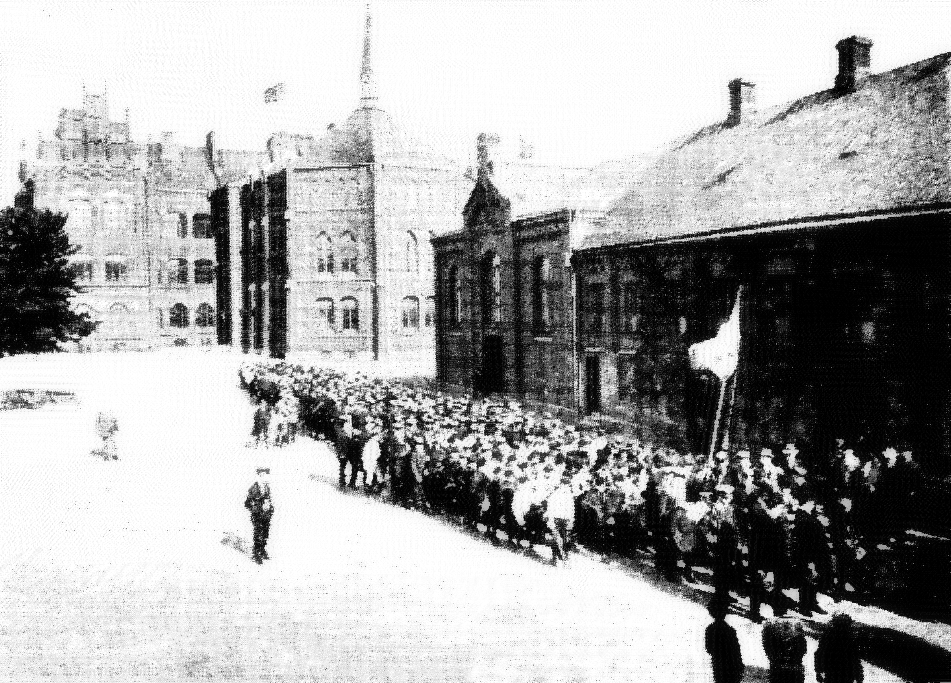
Katedralskolan vid 1900-talets början